# Ilshu
Ilshu o també Il-Šu va ser el primer rei conegut de la ciutat i regne de Mari, un important centre comercial de la Mesopotàmia.
També se l'anomenava Anbu o Anabu o Anapu(?) i consta a les llistes dels reis sumeris. El seu successor hauria estat Anba, segons una llista conservada al regne d'Ebla que diu: "Anba, fill d'Anbu".